# ミハル・ゴヴリン
ミハル・ゴヴリン (Michal Govrin; 1950年11月24日 - ) は、イスラエルの作家、詩人、劇場監督である。

## 経歴
ミハル・ゴヴリンはテルアビブで生まれ育ったが、父親は第3次アリーヤーの参加者でテル・ヨセフ・キブツ創設者の1人であり、母親はホロコースト生存者だった。テルアビブの公立高校を卒業後、ゴヴリンはイスラエル軍に入隊し従軍記者として働いた。兵役後にテルアビブ大学の比較文学部と演劇学部で学んだ。1976年に彼女はパリ第8大学で演劇論とユダヤ教典礼の博士号を取得した。彼女の「現代の宗教劇、理論と実践」に関する研究は、ハシディズムにおけるユダヤ教の神秘主義的実践の演劇的側面と、イェジー・グロトフスキとピーター・ブルックの演劇研究だった。
ゴヴリンは数多くの小説と詩集を出版し、それらは多くの賞を受賞し、何か国語にも翻訳されている。2013年にはフランスの芸術文化勲章シュヴァリエを授与された。
ゴヴリンはイスラエルの全ての大劇場で演出をしており、ユダヤ実験劇場の創設者の1人である。
ゴヴリンはテルアビブ大学で教え、エムナ・カレッジの演劇学部長で、エルサレムのシェヒター・ユダヤ研究所、ヘブライ大学、視覚演劇学校でも教鞭をとった。またラトガーズ大学のライター・イン・レジデンスも務め、ニューヨークのクーパー・ユニオンで毎年訪問教授として講義した。
ヴァン・レール・エルサレム研究所の一員として、ゴヴリンは2013年に学際研究グループ「伝えられる記憶と創作」を創設しリーダーとなった。グループはホロコースト生存者の記憶が薄れていく中で、その記憶の本質の解明に尽力した。2015年に締めくくりの展覧会「何が記憶か？70年後に」をヴァン・レール・エルサレム研究所のポロンスキー・アカデミーで開催し、シンポジウムと映画制作も行った。このプロジェクトと並行して、ゴヴリンは歴史家、思索家、コミュニティリーダーと共に、ホロコースト祈念日に「ハッガーダー」集会を創設した。集会には、「記憶の責任／責任を記憶する」という二つのテーマがあった。2015年には10の実験集会があった。2016年からはシャローム・ハルトマン研究所が集会を開催し、イスラエル中の数多の学校、コミュニティ、職場や家庭で実践されている。

## 家族
母親はホロコーストで前夫と息子を失った後にイスラエルに渡り、再婚してゴヴリンが生まれた。母親の親戚が「シンドラーのリスト」に入っていたので、ゴヴリンは子どもの頃オスカー・シンドラーに会った記憶がある。ゴヴリンはユダヤ系フランス人数学教授ハイム・ブレジスと結婚したが、2人が出会ったのは1978年にブレジスがエルサレムを訪れた時だった。彼はゴブリンがポーランドを訪れた時の紀行文を読み、イスラエルに彼女を探しに行ったのだった。夫婦には2人の娘がいる。ゴヴリンはエルサレム近郊のレアヴィアに住んでいる。叔父のアキヴァ・ゴヴリンはイスラエル政府の大臣の1人で、議会クネセトの議員でもあった。

## 作品

### 『その名』
『その名』（השם; HaShem）は、ホロコーストで殺害された最初の妻の名を娘につけたホロコースト生存者と、その娘であるアマリアという名の若い女性の物語である。ヘブライ語のShemは「名前」の意味で、定冠詞Haがつくと意味が「神」に限定される。
本書はコレット・ユダヤ人図書賞と、ホロン市主催のクーゲル賞を受賞し、英語とロシア語に翻訳された。出版に際し高い評価を得た。

### 日本語に翻訳された著作
- ミハル・ゴヴリン著; 母袋夏生訳 「太陽を掴む」『砂漠の林檎』河出書房新社、2023年8月, ISBN 978-4-309-20890-9, p85-100[13][14]